# Funny World
 (août 2014).
Si vous disposez d'ouvrages ou d'articles de référence ou si vous connaissez des sites web de qualité traitant du thème abordé ici, merci de compléter l'article en donnant les références utiles à sa vérifiabilité et en les liant à la section « Notes et références ».
Funny-World est un parc d'attractions situé à Kappel-Grafenhausen, village allemand frontalier avec l'Alsace. Il se trouve dans le Bade-Wurtemberg à hauteur de Rhinau en Alsace. Créé en 1999 par les frères Markus et Michael Schludecker, il compte plus de 50 attractions sur 4 hectares.
Ouvert toute l’année grâce à sa salle de jeux intérieure Tortuga Kinderland.